# Джунгария

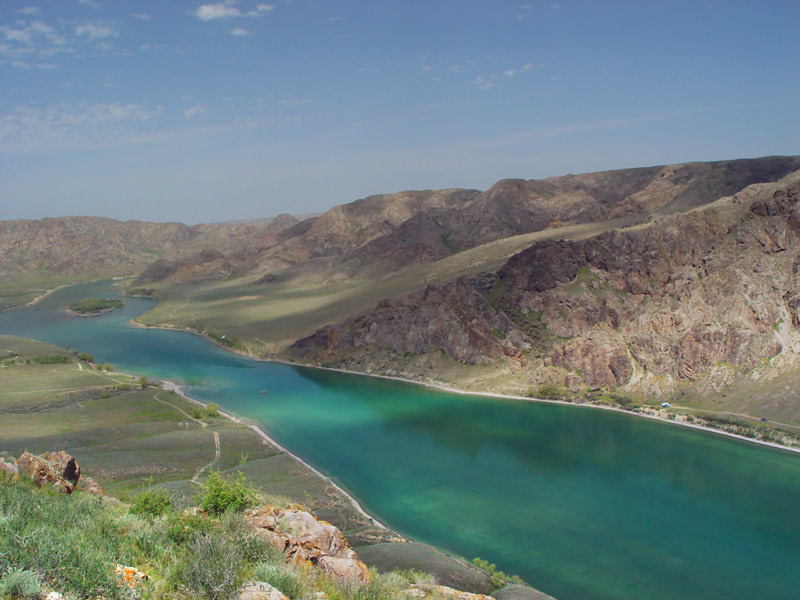
Река Или

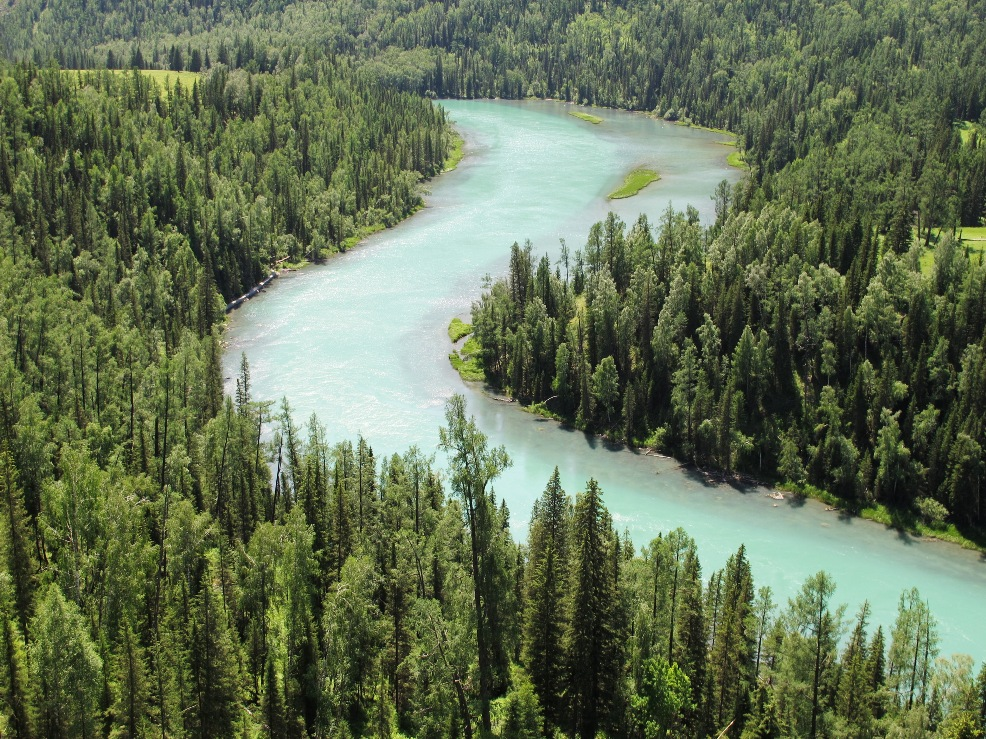
Озеро Канас

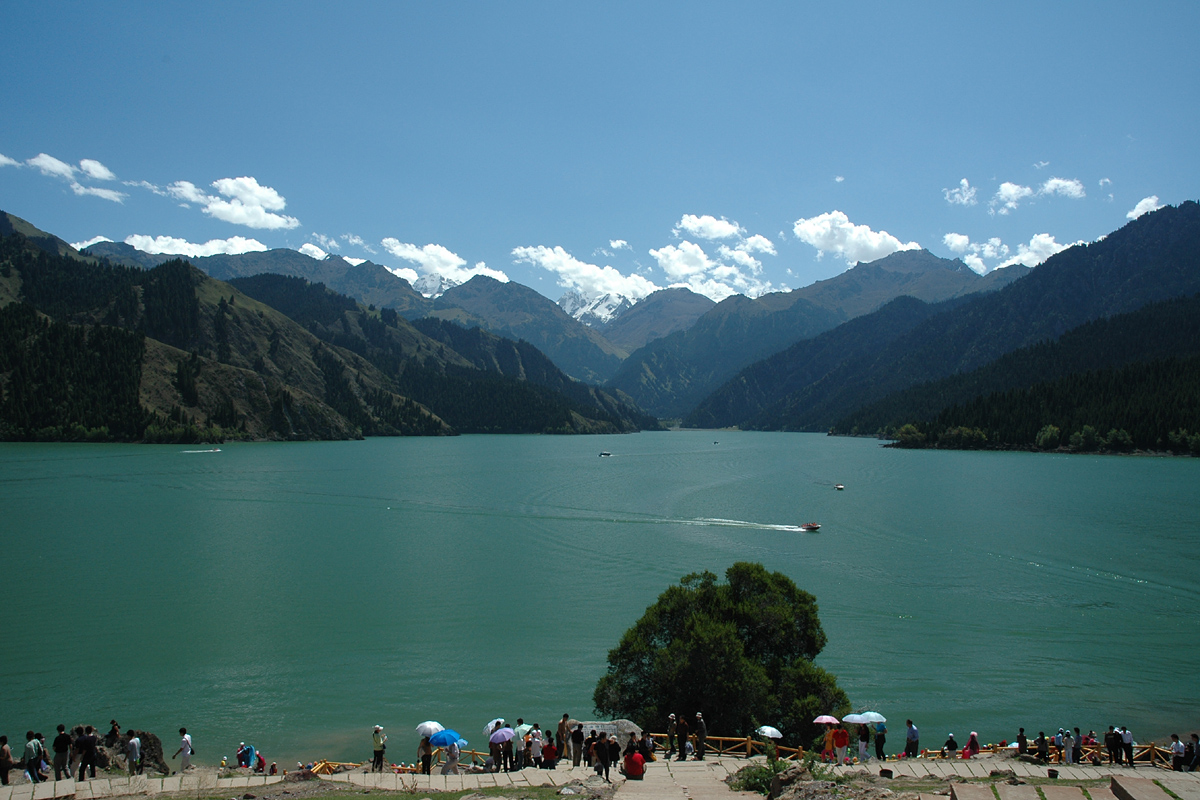
«Небесное озеро» — Озеро Тяньчи

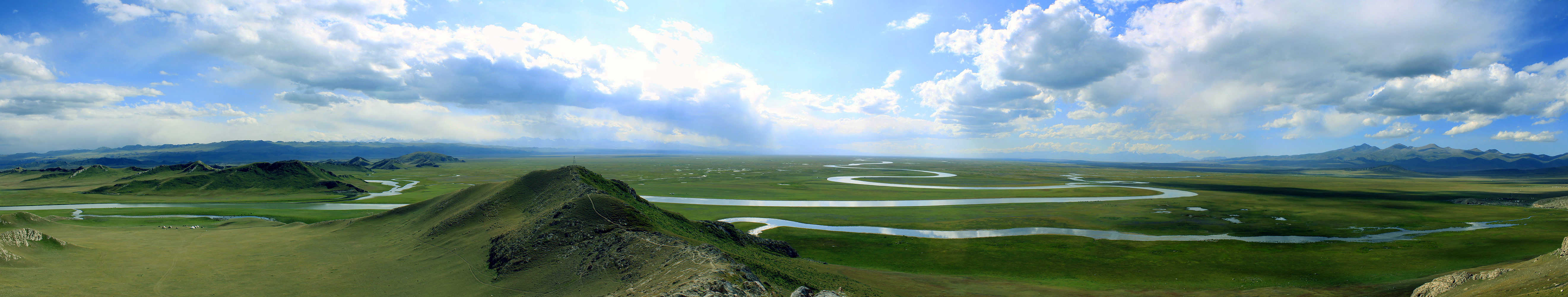
Хэцзин, Баянгол-Монгольский автономный округ

Джунга́рия (Джунга́рская впадина или Джунга́рская равнина; от монг. Зүүнгар — «левая рука»; каз. Жоңғария; кирг. Жуңгарстан; кит. 準噶爾 (Zhǔngáěr); уйг. Җуңғар ойманлиғи/, جۇڭغار ئويمانلىغى) — географическая и историческая область Центральной Азии в северном Синьцзяне на северо-западе Китая. Регион с преимущественно полупустынным и степным ландшафтом.

## Этимология
Название местности Джунгария имеет монгольское происхождение и восходит к словам: дзун — «левый», гар — «рука», то есть «левая сторона» или «территория лежащая по левую руку». Эта территория противопоставляется «правой равнине», как западные монголы называют Тибетское нагорье. Названия связаны с древним обычаем тюркских и монгольских народов при ориентировании обращатся лицом к востоку, таким образом Джунгария находится слева, а Тибет — справа.

## География

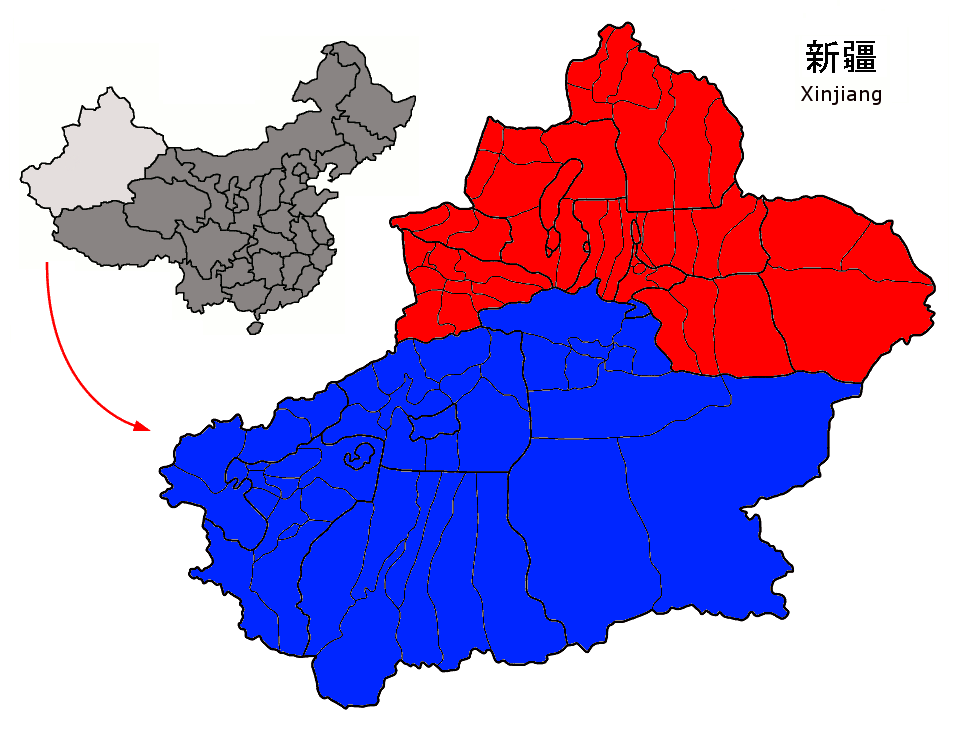
Джунгария
Таримская впадина

Джунгарская равнина ограничена с северо-запада рядом хребтов, высочайшим из которых является Джунгарский Алатау, с северо-востока окаймлена горами Монгольского Алтая, с юга — Восточным Тянь-Шанем. Крайний восток равнины переходит в Монгольскую Гоби. С запада Джунгарскую равнину с Балхаш-Алакольской котловиной соединяют Джунгарские ворота — горный проход между Джунгарским Алатау с запада и хребтом Барлык с востока.
Площадь 777 000 км². Крупная впадина внутреннего стока, часть морского бассейна, существовавшего 280 млн лет назад в пермский геологический период. Центральную часть равнины занимает вторая по величине пустыня Китая Дзосотын-Элисун (Курбантонгут или Гурбантюнгют), где расположена самая удалённая от любого моря точка Земли (46°16,80′ с. ш. 86°40,20′ в. д.). Иногда всю равнину называют Джунгарская пустыня.
В северной и восточной частях Джунгарской равнины почва состоит из острого щебня и гравия — продуктов разложения местных горных пород. На западе и в особенности на северо-западе преобладают залежи лёссовой глины, на юге распространены сыпучие пески вперемешку с мелкими солёными озёрами и обширными солончаками.

## Климат
По своему климату Джунгарская пустыня не отличается от Гоби, главной характеристикой климатических явлений служат: огромная сухость воздуха при малом количестве атмосферных осадков в течение всего года; резкие контрасты летней и зимней, а также дневной и ночной температуры воздуха; обилие бурь, особенно весной.
Близость Сибири и влияет на климат Джунгарии, в результате чего зимние температуры доходят до -20 °C, а годовое количество осадков колеблется в больших пределах от 76 до 254 мм.

## Флора
Растительность Джунгарской пустыни крайне бедна и мало отличается от наиболее бесплодных частей всей Гоби. В горных районах в восточной части Джунгарии растительная жизнь несколько богаче. Деревьев в Джунгарской пустыне нигде нет. Из кустарников преобладает саксаул, хвойник, копеечник и джузгун, из трав: полынь, мелкие злаки, селитрянка сибирская, золотарник, парнолистник, курчавка скученная и различные солянки, возле редких ключей кое-где растёт чий, в распадках холмов — ревень и маленькие тюльпаны.

## Фауна
В Джунгарии наиболее характерными могут считаться: джейран; антилопа сайгак, обитающая лишь в западной части Джунгарской пустыни; два вида песчанок; дикий верблюд, живущий в песках южной части пустыни; два вида непарнокопытных — кулан и дикая лошадь Пржевальского (тахь).
Птиц в Джунгарии около 160 видов, считая пролётных, гнездящихся и оседлых. Но такая значительная цифра относится, главным образом, к горам, в особенности западным, и к местностям озера Улюнгур и реки Урунгу. В самой пустыне едва наберётся десяток оседлых видов, из которых более обыкновенны: больдурук (саджа), саксаульная сойка, пустынный вьюрок, ворон и рогатый жаворонок, реже встречаются мохноногий сыч и саксаульный воробей.

## История
Чемурчекская культура — мегалитическая археологическая культура раннего бронзового века (2600 год — 1700 год до н. э.), распространённая на территории Монгольского Алтая и Джунгарии
В исторической области Джунгария располагалось Джунгарское ханство (в XVII—XVIII веках); давшее название данному географическому региону.

## Галерея

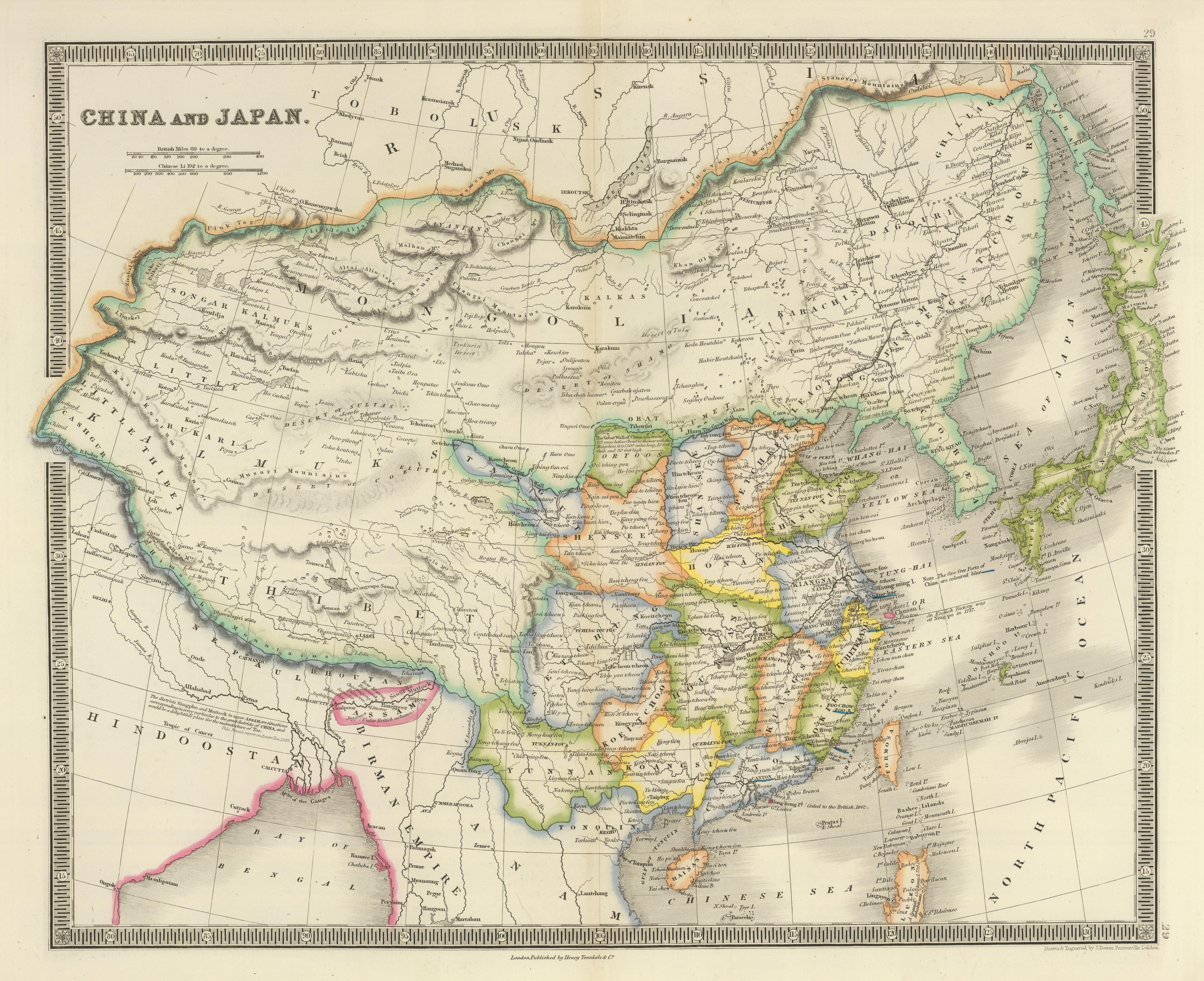
Джунгария в старом атласе. 1844 г.
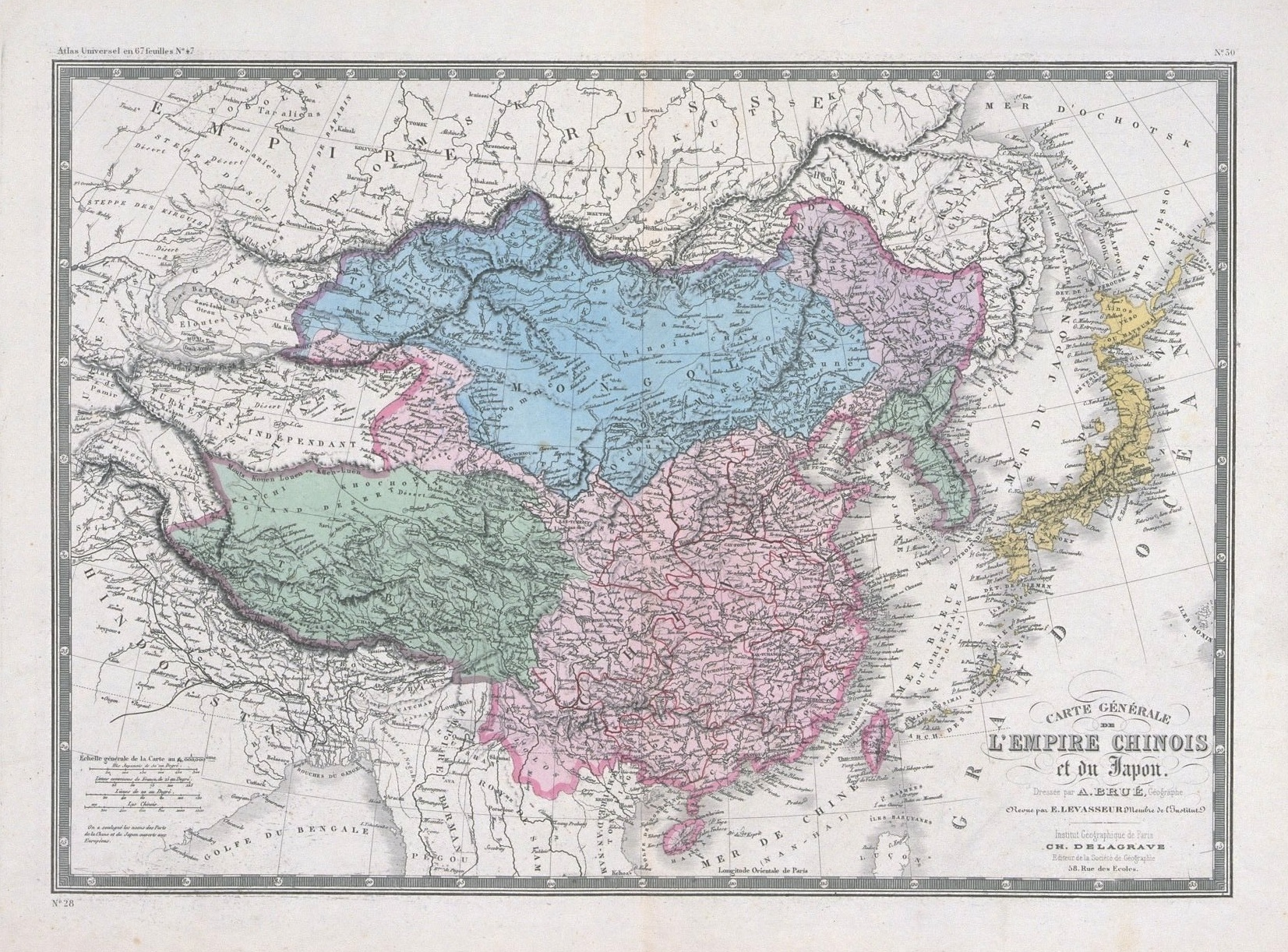
Джунгария в старом атласе. 1875 г.
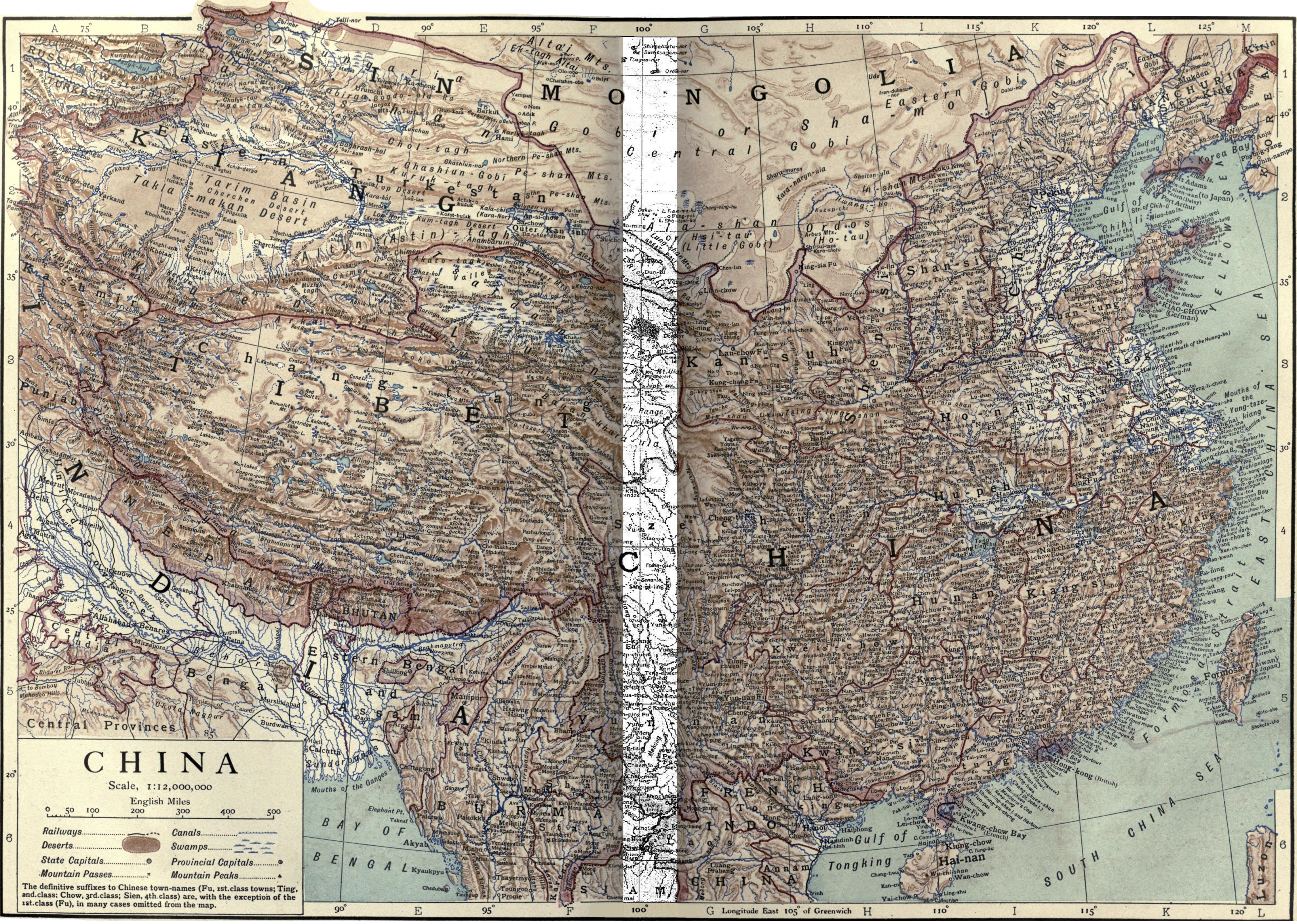
Джунгария в старом атласе. 1911 г.